# جبل رينييه
جبل رينيه (بالإنجليزية: Mount Rainier)‏، هو أعلى جبل من سلسلة جبال كاسكيد رينج، يقع في حديقة جبل رينييه في مقاطعة بيرسي في ولاية واشنطن في الولايات المتحدة الأمريكية، وهو أعلى جبل أيضاً في ولاية واشنطن. يبلغ ارتفاعه 14,411 قدم (4,392 متر).

## المناخ
يظهر الجدول التالي التغييرات المناخية على مدار السنة لجبل رينييه:
| البيانات المناخية لـجبل رينييه    | البيانات المناخية لـجبل رينييه | البيانات المناخية لـجبل رينييه | البيانات المناخية لـجبل رينييه | البيانات المناخية لـجبل رينييه | البيانات المناخية لـجبل رينييه | البيانات المناخية لـجبل رينييه | البيانات المناخية لـجبل رينييه | البيانات المناخية لـجبل رينييه | البيانات المناخية لـجبل رينييه | البيانات المناخية لـجبل رينييه | البيانات المناخية لـجبل رينييه | البيانات المناخية لـجبل رينييه | البيانات المناخية لـجبل رينييه |
| الشهر                             | يناير                          | فبراير                         | مارس                           | أبريل                          | مايو                           | يونيو                          | يوليو                          | أغسطس                          | سبتمبر                         | أكتوبر                         | نوفمبر                         | ديسمبر                         | المعدل السنوي                  |
| --------------------------------- | ------------------------------ | ------------------------------ | ------------------------------ | ------------------------------ | ------------------------------ | ------------------------------ | ------------------------------ | ------------------------------ | ------------------------------ | ------------------------------ | ------------------------------ | ------------------------------ | ------------------------------ |
| متوسط درجة الحرارة الكبرى °ف (°م) | 7 (−14)                        | 9 (−13)                        | 11 (−12)                       | 17 (−8)                        | 22 (−6)                        | 26 (−3)                        | 33 (1)                         | 32 (0)                         | 28 (−2)                        | 20 (−7)                        | 14 (−10)                       | 8 (−13)                        | 19 (−7)                        |
| متوسط درجة الحرارة الصغرى °ف (°م) | −3 (−19)                       | −2 (−19)                       | −2 (−19)                       | 2 (−17)                        | 6 (−14)                        | 10 (−12)                       | 15 (−9)                        | 14 (−10)                       | 12 (−11)                       | 7 (−14)                        | 2 (−17)                        | −2 (−19)                       | 5 (−15)                        |
| المصدر:                           |                                |                                |                                |                                |                                |                                |                                |                                |                                |                                |                                |                                |                                |